# Jan Bula

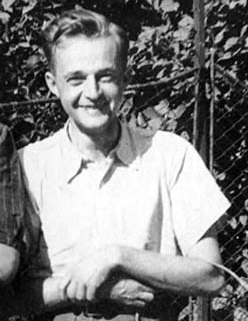
Jan Bula

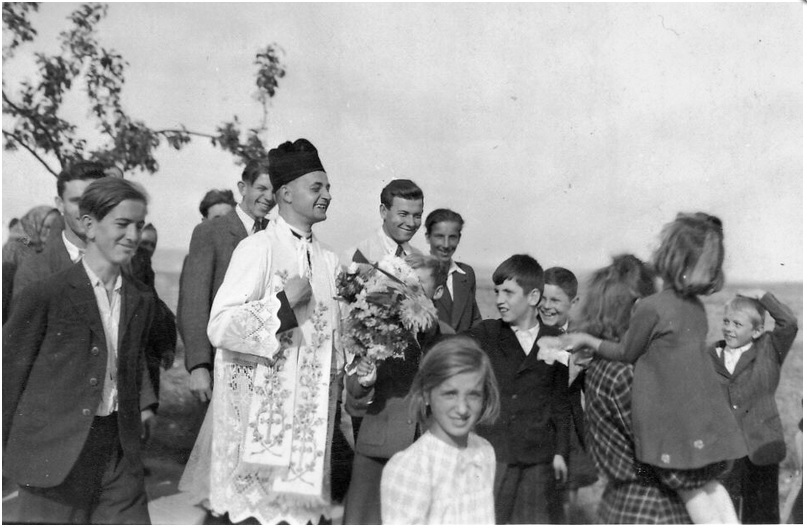
Jan Bula mit Kindern

Jan Bula (* 24. Juni 1920 in Lukov; † 20. Mai 1952 in Jihlava) war ein tschechischer Priester. Nachdem er die einschränkenden Auflagen für die Ausübung seines Priesteramtes in der kommunistischen Tschechoslowakei nicht hinnehmen wollte, wurde er in einem Schauprozess zu einem der Hauptbeschuldigten stilisiert, zum Tode verurteilt und 1952 hingerichtet.

## Leben
Bula, der in einer Eisenbahnerfamilie aufwuchs, studierte 1939–1945 Theologie in einem Alumnat in Brünn. Während des Krieges wurde er zum sogenannten Totaleinsatz abkommandiert, er konnte jedoch im Protektorat in einer Fabrik in Znojmo bleiben. Am 29. Juli 1945 wurde er geweiht und ab August war er als Kaplan in Rokytnice nad Rokytnou in Südmähren tätig; am 22. Juli 1949 wurde er Administrator in der dortigen Pfarrei.

## Der Fall Babice und Prozess
Während des Jahres 1949 verschärfte sich der repressive Kurs der kommunistischen Partei der Kirche gegenüber, und es wurde verboten, diverse Schriftstücke hoher Kirchenträger zu verbreiten, darunter auch den Hirtenbrief des in Ungnade gefallenen Erzbischofs Josef Beran, der sich der Partei nicht unterwerfen wollte. Jan Bula missachtete diese Einschränkung. Am 19. Juni 1949 verlas er ein Manifest katholischer Bischöfe vom 15. Juni 1949 bei einer Messe und kommentierte es mit einer Erklärung, in der er den „Eindruck zu wecken versuchte, dass die katholische Kirche […] verfolgt wird“.
Bula wurde zu einer hohen Geldstrafe verurteilt, weitere Strafverfolgung wegen Aufwiegelung (Gesetz 231/1948 zum Schutze der Republik, § 3) sowie Verbreitung schädlicher Informationen (ibid, § 32) wurde aufgrund einer Amnestie auf Bewährung ausgesetzt. Bula musste jedoch einige Aktivitäten, hier vor allem seine Arbeit mit Jugendlichen, einschränken, und blieb im Fokus staatlicher Organe.
Im Februar 1951 wurde Bula durch den ehemaligen Mitschüler Ladislav Malý kontaktiert, der vorgab, ein Mitarbeiter des US-amerikanischen Nachrichtendienstes CIC zu sein, als solcher die Flucht des Kardinals Beran ins Ausland zu organisieren und in dessen Namen eine Vertrauensperson zu suchen, die dann Berans Anweisungen an die Kirche weiter vermitteln könnte. Auf Anraten seiner Freunde ging Bula darauf nicht ein und wies schließlich nach einigen Treffen den Mann ab. Bula wurde dennoch am 30. April 1951 – ähnlich wie einige andere Personen, zu denen Malý Kontakt aufnahm – verhaftet und harten Verhören unterzogen.
Eine willkommene Handhabe gegen Bula und viele andere kam allerdings zwei Monate später mit dem sogenannten Fall Babice. Am 2. Juli 1951 überfiel Ladislav Malý zusammen mit einigen Begleitern eine Sitzung des dortigen Nationalausschusses MNV, wobei drei kommunistische Funktionäre erschossen wurden. Bula, der die Kontaktaufnahme durch Malý im Frühjahr des Jahres nicht meldete, wurde wegen angeblicher Mitbeteiligung des Hochverrats beschuldigt und in einem Prozess in Třebíč (13. bis 15. November 1951), der zu den größten Schauprozessen in der Tschechoslowakei zählt, als einer der Hauptverdächtigen zum Tode verurteilt. Eine Revision am 9. Februar 1952 verlief abschlägig und auch der Amnestiegesuch wurde abgelehnt. Jan Bula wurde am 20. Mai 1952 in Jihlava hingerichtet. Nach 1989 wurde er wie auch alle anderen Verurteilten rehabilitiert.

## Verfahren zur Seligsprechung
Ein kirchenrechtliches Verfahren der römisch-katholischen Kirche zur Seligsprechung der beiden Priester Jan Bula und Václav Drbola (1912–1951) läuft seit 2015.